# Paweł Maliszczak
Paweł Maliszczak (ur. 1978) – organizator imprez kulturalno-artystycznych, produkcji filmowo–telewizyjnych, twórca wideoklipów i grafik. Osoba aktywnie udzielająca się jako animator kultury.
Wraz z wytwórnią fonograficzną Gigant Records współpracował przy wydaniu i produkcji albumów m.in. Paktofoniki i Habakuka. Na swoim koncie ma produkcję kilkunastu albumów, za produkcję których Paktofonika otrzymała nagrody – Fryderyk w 2001, As Empiku oraz złotą płytę za sprzedaż ponad 70 tys. płyt. Wideoklip do utworu Jestem Bogiem, którego produkcją kierował, był jednym z najczęściej odtwarzanych teledysków na antenie VIVA w 2001 roku. Za animację Gomi No Sensei wraz z Grzegorzem P. Kowalskim, Jury II Gliwickiego Offowego Festiwalu Filmowego GOFFR 2005 przyznało mu najwyższe miejsce w kategorii „Inne”.
Organizator wielu imprez o charakterze komercyjnym jak i charytatywnym w tym: festiwalu Off Festival, festiwalu muzyki alternatywnej fundacji Choice to Choose, współorganizator koncertu pożegnalnego zespołu Paktofonika w katowickim Spodku, współorganizacji Śląskiego Finału WOŚP w Mysłowicach oraz kilkunastu imprez o charakterze klubowym.
Od stycznia 2006 pełni funkcję wiceprezesa fundacji Choice To Choose.